# Centrum Wyszkolenia Kawalerii

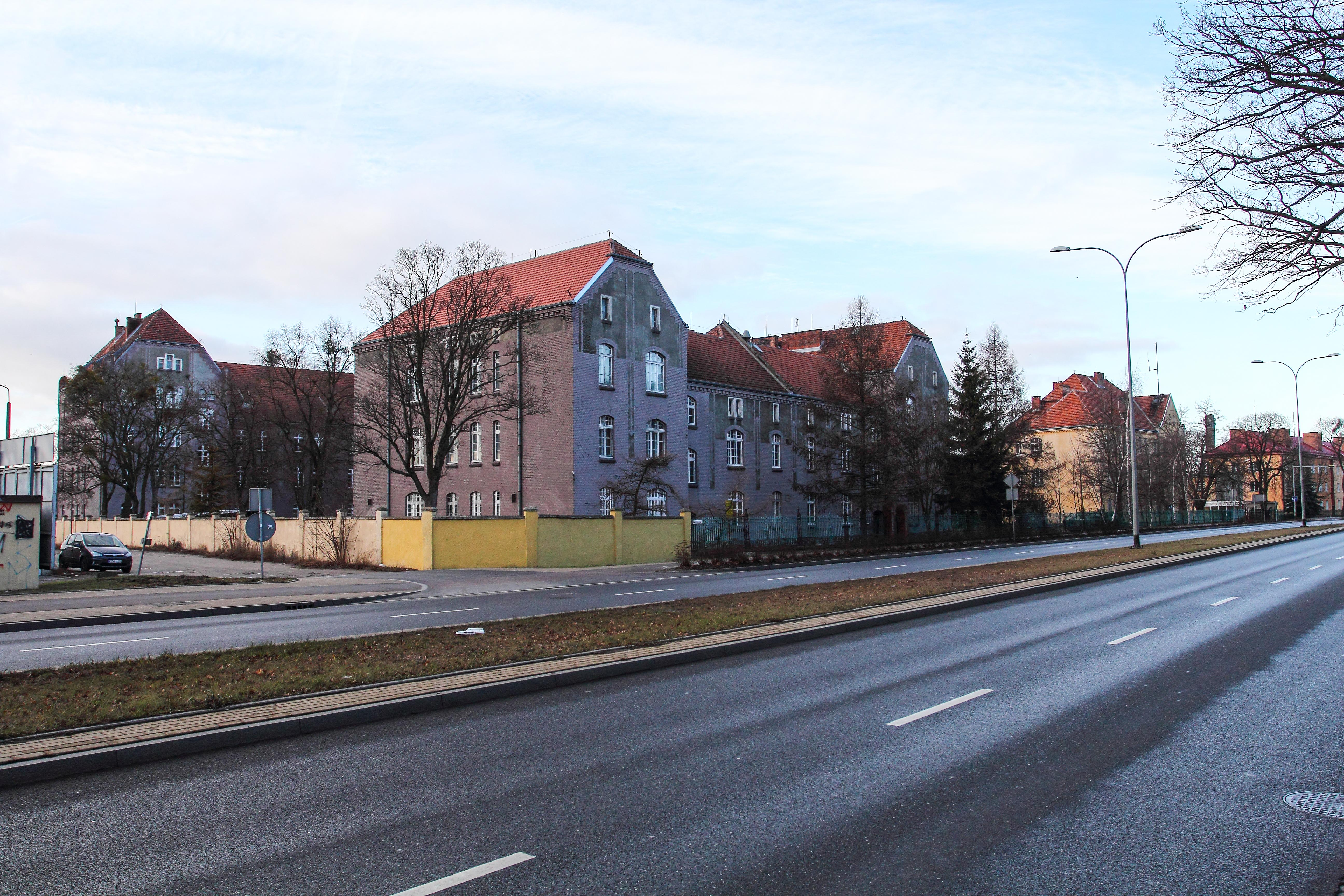
Dawne koszary Centrum Wyszkolenia Kawalerii w Grudziądzu

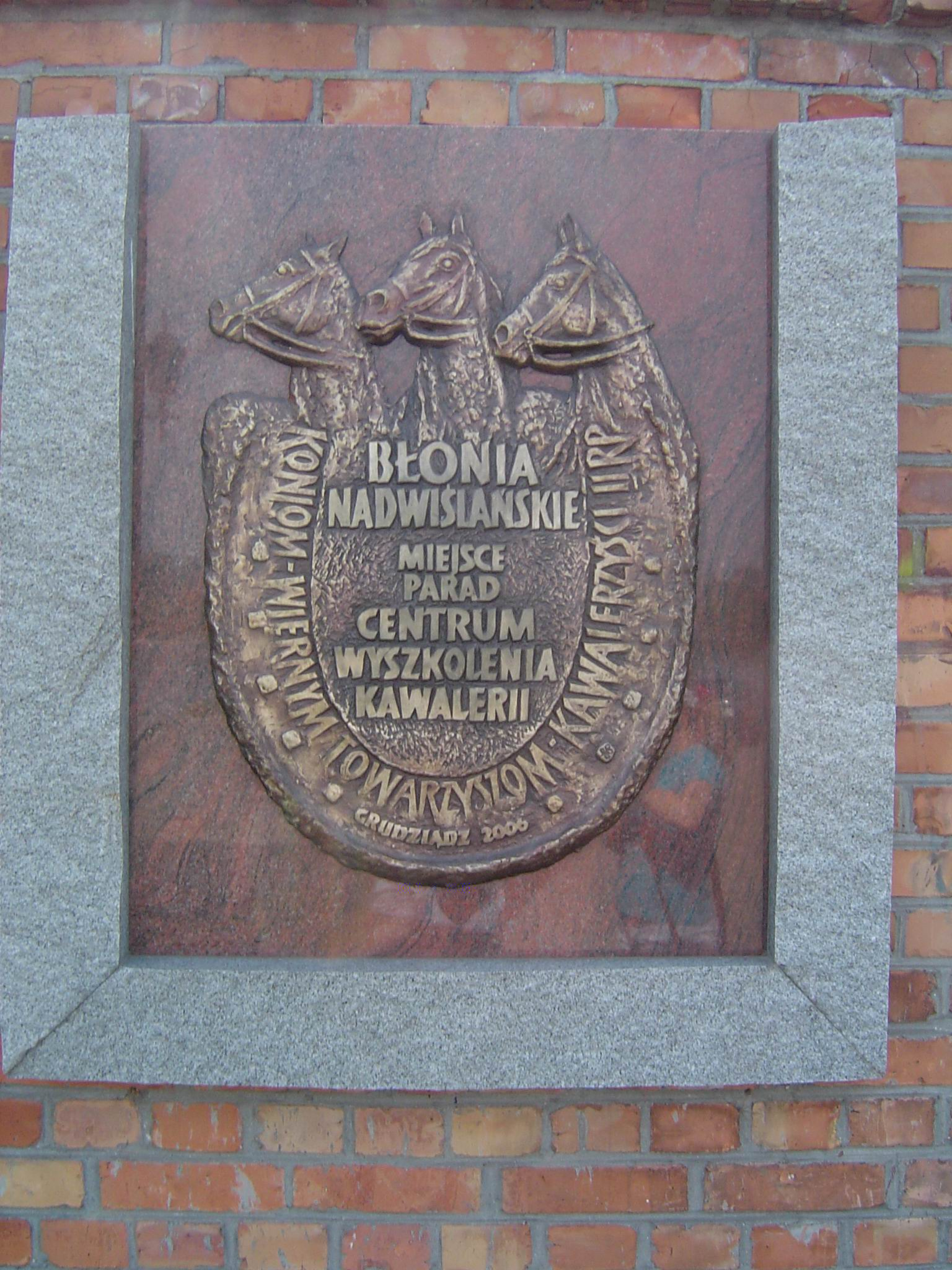
Tablica odsłonięta przez dawnych absolwentów CWKaw. upamiętniająca ich konie na Błoniach Nadwiślańskich w Grudziądzu

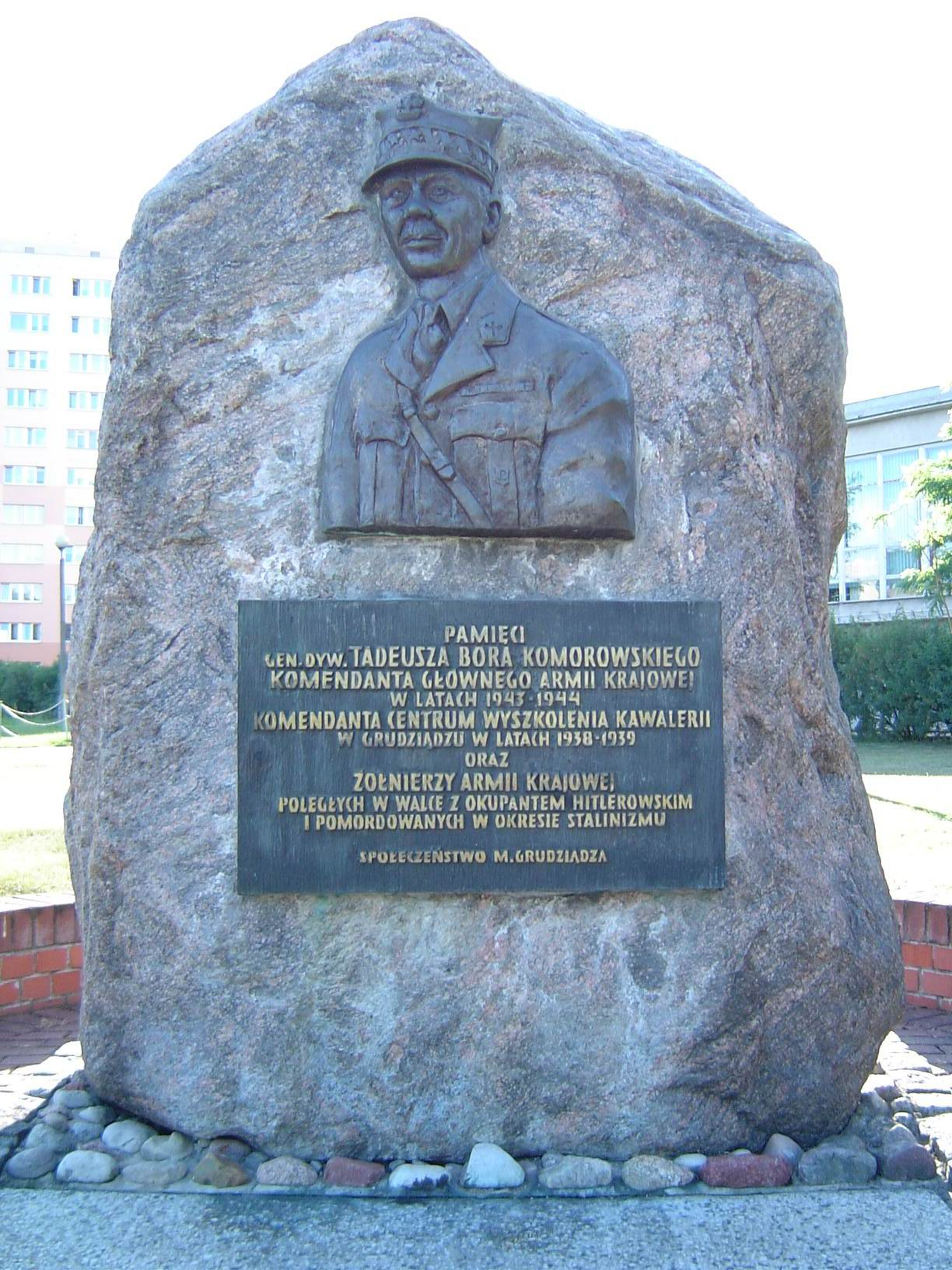
Pomnik gen. Bora-Komorowskiego w Grudziądzu, ul. Hallera

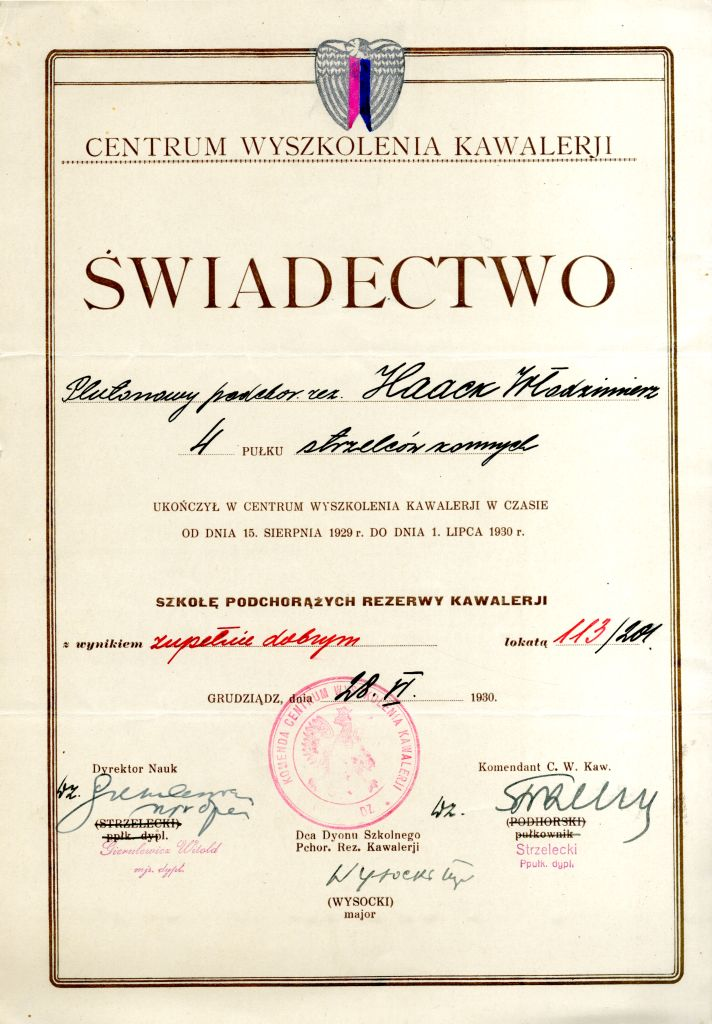
świadectwo ukończenia Szkoły Podchorążych Rezerwy Kawalerii

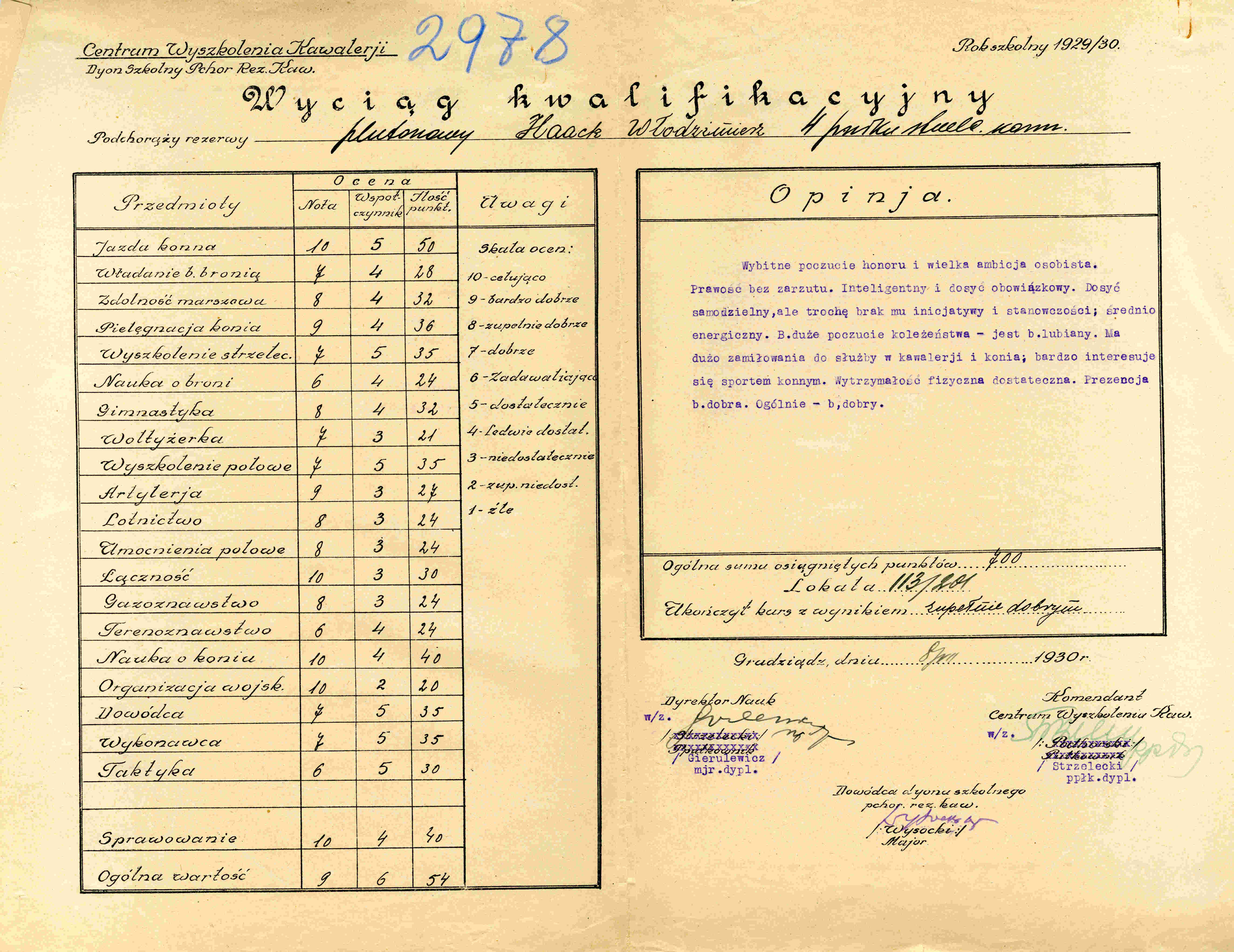
Wyciąg kwalifikacyjny absolwenta Szkoły Podchorążych Rezerwy Kawalerii

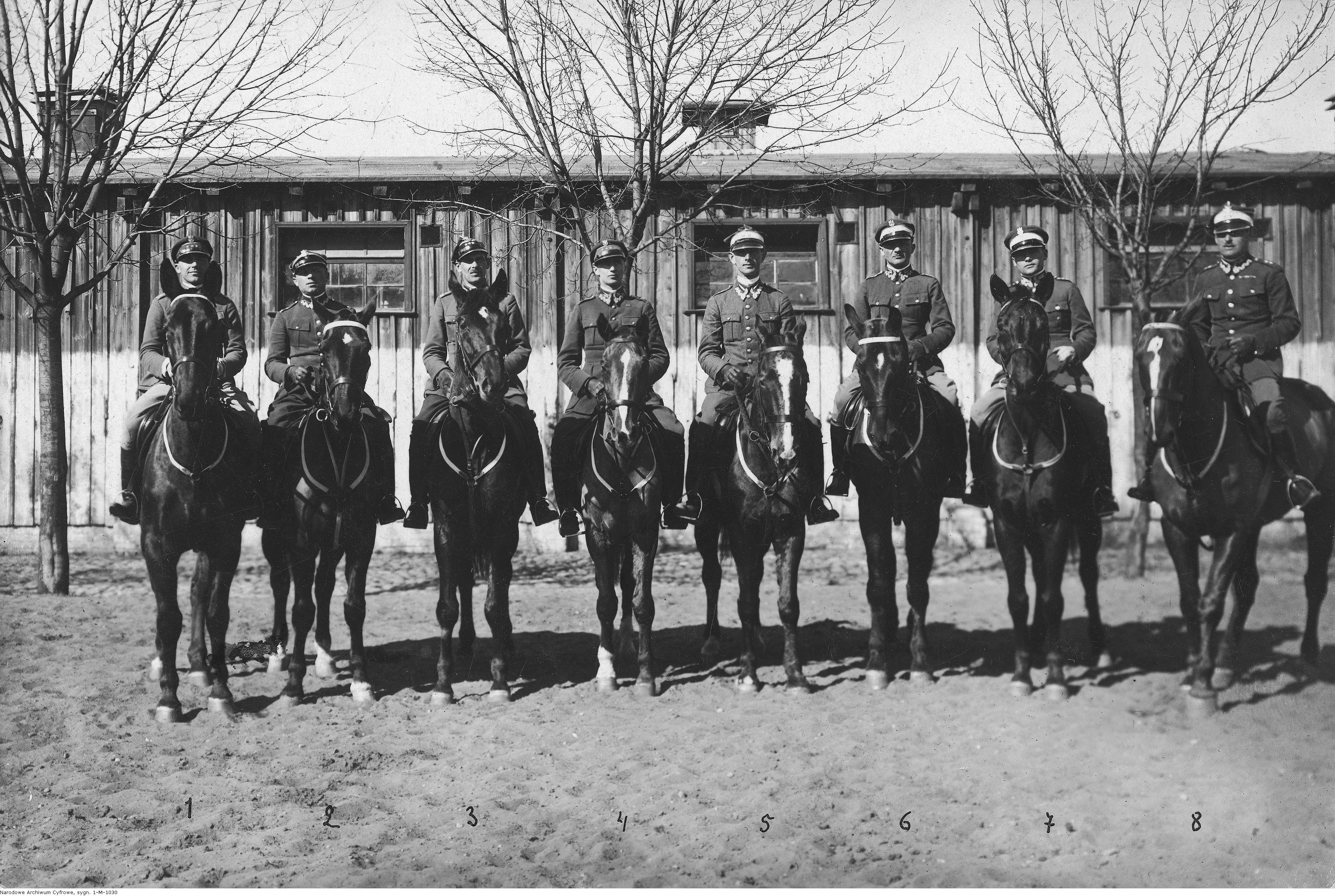
Polska ekipa jeźdźców przed wyjazdem na konkursy hippiczne w Nicei i w Rzymie

Centrum Wyszkolenia Kawalerii (CWKaw.) – centrum szkolenia kawalerii Wojska Polskiego II RP w latach 1928–1939 w garnizonie Grudziądz.

## Geneza
15 sierpnia 1920 została utworzona przez Ministra Spraw Wojskowych Centralna Szkoła Jazdy z siedzibą w Grudziądzu poprzez połączenie dotychczas działających szkół kawaleryjskich (Szkoły Oficerów Jazdy ze Starej Wsi, Przemyśla i Grudziądza oraz Centralnego Obozu dla Podoficerów Jazdy w Przemyślu). Na jej czele stanął płk Stefan Kasprzycki de Castenedolo, a jego zastępcą mianowano płk. Stefana Malinowskiego. Szkoła kilkakrotnie zmieniała nazwę; od 10 kwietnia 1923 r. była to Centralna Szkoła Kawalerii (w związku z ogólną zmianą nazwy Jazda na Kawaleria w wojsku polskim), od 11 listopada 1925 – Obóz Szkolny Kawalerii, a od 1 czerwca 1928 – Centrum Wyszkolenia Kawalerii. Jednocześnie w 1924 Szwadron Szkolny Podchorążych przemianowano na Oficerską Szkołę Kawalerii, a 1 czerwca 1928 – na Szkołę Podchorążych Kawalerii. Początkowo szkolenie odbywało się w ramach trzyipół-, dziewięcio- i dziesięciomiesięcznych kursów w Szwadronie Szkolnym Podchorążych. Szkoła prowadziła także 2-letnie kursy doskonalące dla oficerów i podoficerów. Duży wpływ na organizację szkoły i profil kształconych tam kadr miał gen. Tadeusz Rozwadowski w latach 1921–1926 Generalny Inspektor Jazd/Kawalerii. W tym czasie Rozwadowski wielokrotnie przeprowadzał inspekcję szkoły, z jego inicjatywy placówkę wyposażono w odpowiednie materiały niezbędne do nauki i treningu kawaleryjskiego. Rozwadowski opiniował także wykładowców szkoły oraz miał wpływ na statut kawaleryjskiej uczelni.

## Struktura organizacyjna
CWKaw. usytuowane było w koszarach im. ks. Józefa Poniatowskiego w Grudziądzu. Komendant Centrum miał uprawnienia dowódcy brygady. Samo Centrum stanowiło zgrupowanie kilku szkół:
- Szkoły Podchorążych Kawalerii w składzie 2 szwadronów szkolnych,
- Szkoły Podchorążych Rezerwy Kawalerii w składzie 3 szwadronów szkolnych i 1 szwadronu karabinów maszynowych,
- Szkoły Doskonalenia Oficerów i Podoficerów,
- Szkoły Jazdy Konnej.

Szkoła Podchorążych Kawalerii została utworzona w 1928 r. z przemianowania Oficerskiej Szkoły Kawalerii. Jej zadaniem było nauczenie szeregowych żołnierzy umiejętności dowódczych na poziomie drużyny. Wykładowców i instruktorów prowadzących zajęcia w Szkole wyznaczał Dyrektor Nauk Centrum Wyszkolenia Kawalerii. Dużą wagę przywiązywano do ogólnego rozwoju fizycznego i kulturalnego. Organizowano m.in. obozy polowe, na których sprawdzano umiejętności służby polowej kończone egzaminami z tego tematu. Pod koniec każdego rocznika wysyłano wszystkich na dwutygodniowe kursy narciarskie. Organizowano również wspólnie ze słuchaczami Szkoły Podchorążych Rezerwy Kawalerii wyjazdy taktyczne na poligon do Biedruska k. Poznania.
Szkoła Podchorążych Rezerwy Kawalerii rozpoczęła działalność od września 1926 r. Jej słuchaczami mogli być abiturienci po zdaniu matury, którzy na ochotnika zgłaszali się do wojska oraz absolwenci szkół wyższych. Byli oni nazywani na czas szkolenia ułanami z cenzusem. Byli wśród nich przedstawiciele wszystkich warstw społecznych, jednak przeważali synowie rodzin zamożniejszych: ziemian, bogatych mieszczan, urzędników państwowych, wolnych zawodów i arystokracji. Ze względu na dużą liczbę kandydatów, pierwszeństwo w przyjęciu do Szkoły miały osoby pochodzące ze wsi (ziemianie), z umiejętnością jeżdżenia i obeznane z koniem. Zadaniem Szkoły było przygotowanie żołnierzy do pełnienia roli dowódców plutonów. Szkolenie trwało 8 miesięcy i było podzielone na 2 etapy: pierwszy, tzw. rekrucki i drugi, kiedy prowadzono właściwe zajęcia. Duży nacisk był kładziony na służbę polową. W tym celu odbywały się trzy- lub czterotygodniowe wyjazdy taktyczne, przede wszystkim do Obozu Ćwiczebnego w Biedrusku k. Poznania. W latach 1926–1939 odbyło się 13 promocji. Szkołę ukończyło ponad 3 tys. absolwentów, którzy otrzymywali stopień starszego ułana, podchorążego rezerwy lub plutonowego podchorążego rezerwy kawalerii. Wielu z nich wstępowało następnie do Szkoły Podchorążych Kawalerii, co dawało ciągłość trzyletniej nauki w CWKaw.
Trzecim rodzajem Szkoły istniejącej od 1931 w ramach Centrum była Szkoła Jazdy Konnej, która początkowo funkcjonowała jako Kurs Jazdy Konnej. W jej ramach przygotowywano kadry instruktorskie dla wszystkich Szkół kawalerii oraz samego Centrum. Funkcjonowały w niej kurs instruktorów jazdy konnej i kurs podoficerów ujeżdżaczy koni. W trakcie szkolenia starano się wyławiacz utalentowanych żołnierzy, którzy potem przechodzili do Grupy Przygotowawczej Sportu Konnego. Absolwenci Szkoły zdobywali czołowe miejsca w Mistrzostwach Konnych Wojska, będących najwyższymi rangą zawodami jeździeckimi w Wojsku Polskim. Pod opieką kadry Szkoły od 1937 znajdowała się sfora psów myśliwskich (72 psy) służących do szkolenia sportowego całego Centrum. Powstała ona z psów ofiarowanych przez 5 Pułk Strzelców Konnych i hrabiego Alfreda Potockiego. Do końca 1928 r. Szkołę ukończyło zaledwie 76 żołnierzy, w tym 71 oficerów niższych.
W Centrum wypracowano tzw. polską szkołę jazdy opartą na naturalnym systemie włoskim. Obok wyszkolenia jeździeckiego odbywało się szkolenie bojowe i taktyczne. Wyszkoleniem jeździeckim kierował Szef Ekwitacji, którym w latach 1935–1939 był znany olimpijczyk Adam Królikiewicz. Oficerowie wyszkoleni w CWKaw. przygotowani byli też do najpoważniejszej konkurencji na szczeblu armii, czyli zawodów o Mistrzostwo Konne Wojska. Sport konny poza kadrą Szkoły Jazdy Konnej uprawiali też oficerowie kadry CWKaw., kursów i szkół podchorążych (np. biegi myśliwskie ze sforą psów od 1937 r.).
Uczniowie Szkół CWKaw. mieli do swojej dyspozycji kilkaset koni. Ciągłość opieki nad nimi zapewniał Szwadron Luzaków, czyli szeregowych ułanów, którzy w Centrum odbywali zasadniczą służbę wojskową. Centrum Wyszkolenia Kawalerii było największą tego typu wojskową jednostką szkoleniową w Europie. Na terenie jego koszar znajdowały się ujeżdżalnie, tory władania białą bronią i tory przeszkód. Place ćwiczeń znajdowały się w pobliżu – największy zwany "Saharą" miał strzelnicę do 300 m z 3 stanowiskami przy Lesie Rudnickim, w którym urządzono stały tor przeszkód (na przesiekach). Wysoka nadwiślańska skarpa stwarzała warunki do ćwiczeń zjazdów przez kawalerzystów. Wyszkolenie strzeleckie zapewniały strzelnice bojowe i szkolno-bojowe na poligonie w Grupie.
Kursy organizowane w CWK:
- Kurs Oficerów Sztabowych
- Kurs Dowódców Szwadronów
- Kurs Taktyczny Samochodów Pancernych
- Kurs Podoficerów Ujeżdżaczy Koni
- Kurs Instruktorów Jazdy Konnej
- Kurs Podoficerów Zawodowych Kawalerii
- Kurs Doskonalenia Oficerów i Podoficerów
- Kurs Podchorążych Zawodowych Kawalerii
- Kurs Oficerski Lekarzy Weterynarii
- Kurs Ręcznych Karabinów Maszynowych "Chauchat"
- Kurs Adiutantów
- Kurs Podoficerów Nadterminowych

### Grupa Sportu Konnego

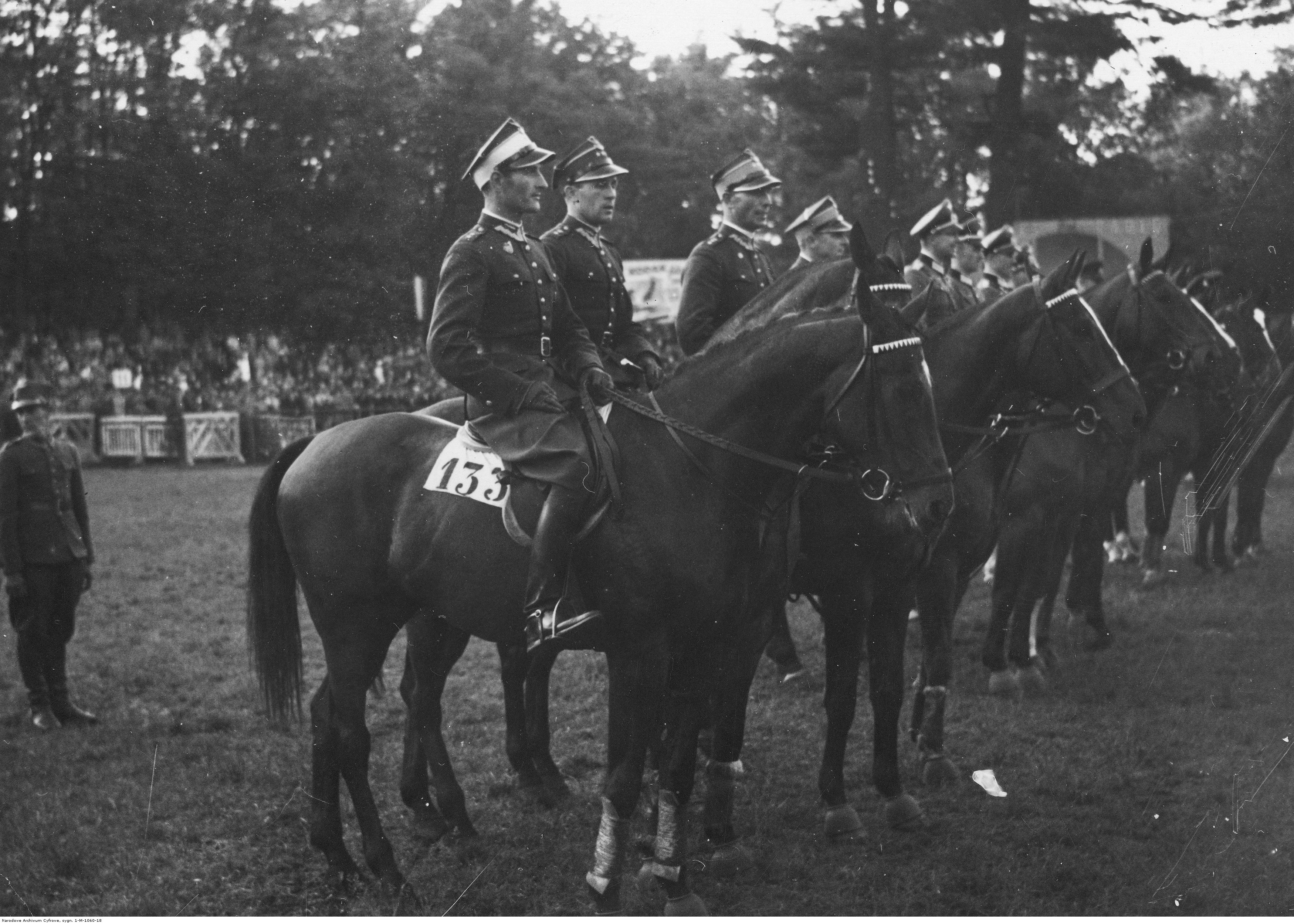
XI Międzynarodowe Zawody Hippiczne w Warszawie. Ekipa polska: por. Bronisław Skulicz, rtm. Janusz Komorowski, rtm. A. Rylke i por. Roman Pohorecki

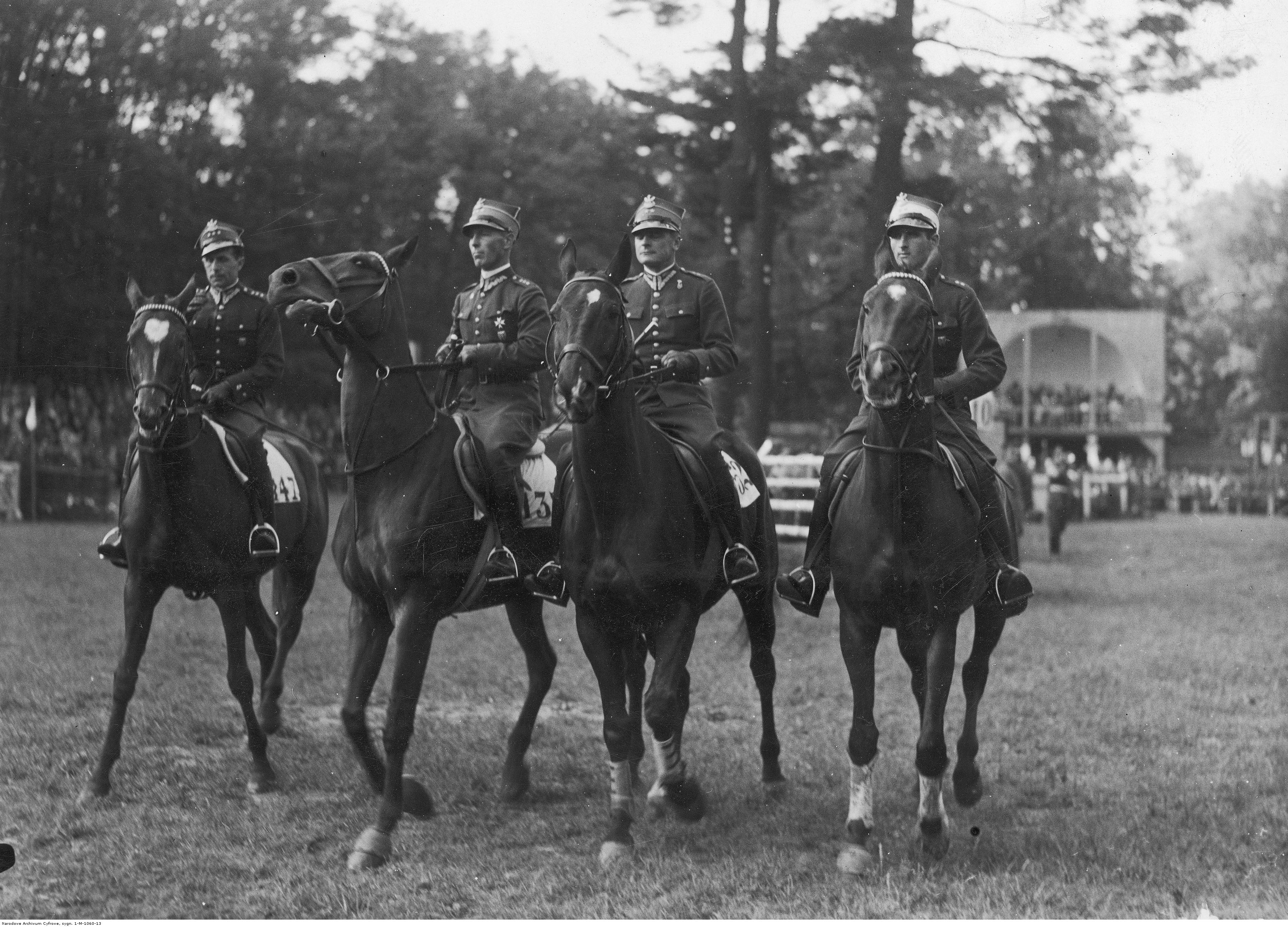
XI Międzynarodowe Zawody Hippiczne w Warszawie – ekipa polska, która zdobyła Puchar Narodów; 4 czerwca 1938.

Już od 1920 istniała w CWKaw. tzw. „Grupa Olimpijska” pod kierownictwem mjra Dimitra Exego i kpt. Leona Kona. Z polecenia Generalnego Inspektora Kawalerii gen. Rozwadowskiego sukcesy grupy szeroko rozpowszechniano w prasie wojskowej i sportowej. Stanowili ją słuchacze i kadra Centrum, którzy występowali na Igrzyskach Olimpijskich. Po Olimpiadzie w Berlinie w 1936 w CWKaw. utworzono stałą Grupę Przygotowawczą Sportu Konnego. W 1938 polski zespół zdobył ok. 20 pierwszych miejsc zespołowych i indywidualnych (m.in. Puchar Narodów w Warszawie i w Insterburgu, a w Nicei trzy pierwsze miejsca). Rozpoczęto też przygotowania do Igrzysk Olimpijskich w Helsinkach, które planowano na 1940.
Obsada personalna Grupy Sportu Konnego w marcu 1939:
- kierownik – mjr adm. (kaw.) Kazimierz Szosland,
- instruktor jazdy maneżowej – kpt. art. Jan Mickunas,
- instruktor jazdy wyścigowej – rtm. Bolesław Pieczyński,
- oficer jeździec – rtm. Jerzy Witold Stanisław Bilwin,
- oficer jeździec – rtm. Zygmunt Franciszek Józef Bilwin,
- oficer jeździec – rtm. Stanisław Czerniawski,
- oficer jeździec – rtm. Janusz Komorowski,
- oficer jeździec – rtm. Roman Józef Pohorecki,
- oficer jeździec – rtm. Aleksander Juliusz Rylke,
- oficer jeździec – rtm. Bronisław Skulicz,
- oficer jeździec – rtm. Antoni Żelewski,
- oficer jeździec – kpt. art. Leon Burniewicz,
- oficer jeździec – por. kaw. Stanisław Wołoszowski[1].

## Kadra i słuchacze centrum
Komendanci centrum
- płk kaw. / gen. dyw. Stefan de Castenedolo Kasprzycki (VIII 1920 – 30 IV 1927 → stan spoczynku)
- płk kaw. inż. Zygmunt Podhorski (1927 – VII 1935[2] → dowódca XIII BK)
- płk dypl. kaw. Józef Smoleński (VII 1935[2] – XI 1938)
- płk kaw. Tadeusz Komorowski (XI 1938 – VIII 1939)

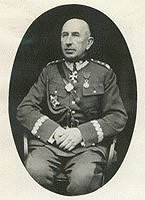
Stefan de Castenedolo Kasprzycki
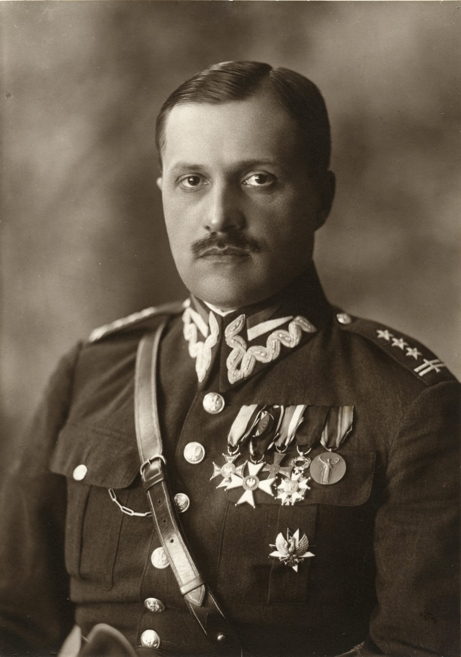
Zygmunt Podhorski
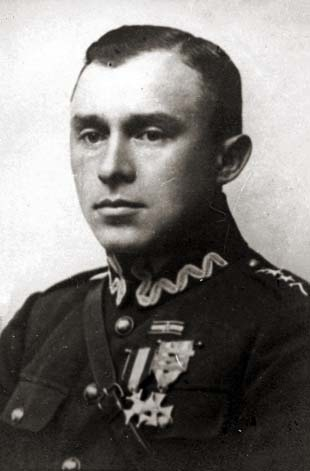
Józef Smoleński
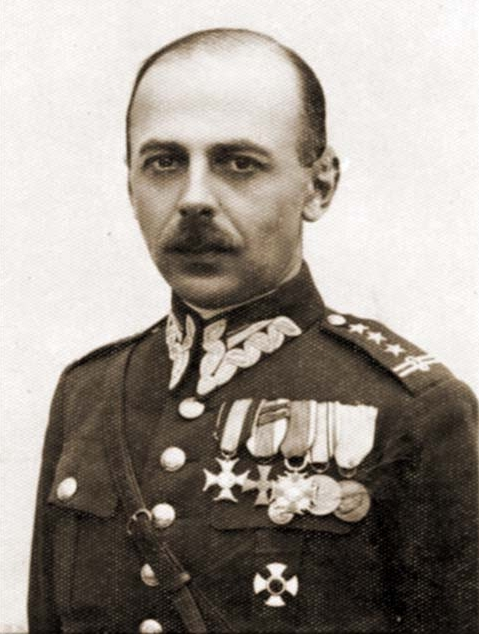
Tadeusz Komorowski

Dyrektorzy nauk
- ppłk SG Juliusz Kleeberg (II 1922 – XI 1923)
- ppłk SG Rudolf Dreszer (X 1924 – VIII 1927)
- ppłk SG Konstanty Drucki-Lubecki (1925 – 30 X 1928 → zastępca dowódcy 13 puł)
- ppłk dypl. Leon Strzelecki (31 X 1928 – 20 IX 1930 → dowódca 1 puł)
- ppłk dypl. Witold Eugeniusz Sawicki (1938–1939)

Główni kierownicy i instruktorzy
- płk kaw. Maurycy Gąssowski – główny kierownik wyszkolenia (1920–1923)
- ppłk Stanisław Grzmot-Skotnicki (główny instruktor 1921–1924)
- ppłk kaw. Jan Kossak (główny instruktor jazdy konnej od 1 XII 1924[3])
- mjr dypl. Bronisław Rakowski (kierownik wyszkolenia bojowego 1928–1930)
- mjr dypl. Stanisław I Chmielowski (główny inspektor wyszkolenia wojskowego od 23 X 1931)
- płk dypl. Józef Świerczyński (główny instruktor wyszkolenia bojowego 1938–1939)

Komendanci Oficerskiej Szkoły Kawalerii i Szkoły Podchorążych Kawalerii
- ppłk kaw. Tomasz Dobrzański (3 XI 1924[3] – 1925)
- płk kaw. Konstanty Przeździecki (1925 – 1926)
- mjr kaw. Stanisław I Chmielowski (1926)
- mjr kaw. Stanisław I Kucharski (1927 – 1929)
- mjr / ppłk kaw. Leonard Michalski (VII 1929 – I 1931[4])
- mjr / ppłk kaw. Stefan Chomicz (I 1931[5] – VII 1935[6])
- ppłk kaw. Jan Litewski (VII 1935[6] – V 1938)

Dyrektorzy nauk Szkoły Podchorążych Kawalerii
- rtm. dypl. Tadeusz III Grabowski (1932 – 15 IX 1933[7] → 4 puł.)
- rtm. / mjr dypl. kaw. Adam Sołtan (od 1933)

Komendanci Szkoły Podchorążych Rezerwy Kawalerii
- mjr / ppłk kaw. Kazimierz Halicki (1926 – 1927)
- mjr kaw. Józef II Pająk (1927 – 1929)
- mjr kaw. Ludomir Wysocki (1929 – 1930)
- mjr kaw. Julian Edmund Miller (IX 1930 – XII 1932)
- mjr / ppłk kaw. Stefan Gołaszewski (XII 1932 – 1937)
- ppłk kaw. Edward Wania (1937 – 1939)

Zastępcy komendanta Szkoły Podchorążych Rezerwy Kawalerii
- mjr kaw. Ryszard Stanisław Liwicki (1936 – 1937)
- mjr kaw. Leopold Berg (1937 – 1939)

Wykładowcy i instruktorzy
- płk kaw. Hubert Brabec
- ppłk Gwido Poten
- mjr kaw. Karol Rómmel
- mjr kaw. Henryk Dobrzański
- mjr dypl. Witold Gierulewicz
- mjr dypl. Ziemowit Grabowski
- mjr kaw. Michał Antoniewicz-Woysym – szef ekwitacji (nauki jazdy) 1930–1934
- mjr dypl. Leon Mitkiewicz-Żółłtek
- mjr kaw. Józef Trenkwald
- mjr Edmund Chojecki (szef ekwitacji)
- mjr piech. Józef Zończyk Bohusz (wykładowca 1928–1930)
- rtm. kaw. Stanisław Bukraba
- rtm. Seweryn Kulesza
- rtm. Julian Ptaszyński
- rtm. Bogumił Szumski
- por. kaw. Tadeusz Bietkowski (instruktor wyszkolenia strzeleckiego)
- por. Jan Włodarkiewicz

Oficerowie CWKaw.
- ppłk dypl. Zygmunt Miłkowski (oficer sztabu 1935–1938)
- ppłk. wet. Jan Wróblewski (naczelny lekarz weterynarii)

## Obsada personalna Komendy Centrum Wyszkolenia Kawalerii w marcu 1939
| Obsada personalna Komendy Centrum Wyszkolenia Kawalerii w marcu 1939 | Obsada personalna Komendy Centrum Wyszkolenia Kawalerii w marcu 1939 | Obsada personalna Komendy Centrum Wyszkolenia Kawalerii w marcu 1939 |
| Stanowisko etatowe                                                   | Stopień, imię i nazwisko                                             | Przydział we wrześniu 1939                                           |
| -------------------------------------------------------------------- | -------------------------------------------------------------------- | -------------------------------------------------------------------- |
| komendant                                                            | płk dypl. kaw. Tadeusz Komorowski                                    |                                                                      |
| adiutant                                                             | rtm. Zygmunt Szydek                                                  |                                                                      |
| naczelny lekarz medycyny                                             | mjr lek. dr Tadeusz Zabokrzycki                                      |                                                                      |
| lekarz medycyny                                                      | ppor. lek. Henryk Józef Fidala                                       |                                                                      |
| naczelny lekarz weterynarii                                          | mjr lek. wet. dr Henryk Harland                                      |                                                                      |
| starszy lekarz weterynarii                                           | mjr lek. wet. Franciszek Klepaczko                                   |                                                                      |
| lekarz weterynarii                                                   | kpt. lek. wet. Alojzy Kmiecik                                        |                                                                      |
| młodszy lekarz weterynarii                                           | ppor. lek. wet. rez. pdsc Lucjan Barancewicz                         |                                                                      |
| kierownik Komisji Doświadczalnej                                     | ppłk dypl. kaw. Jerzy II Zaleski                                     |                                                                      |
| referent spraw ogólnych                                              | rtm. Kazimierz Skrzyński                                             | kwatermistrz 101 puł.                                                |
| referent wyszkolenia                                                 | rtm. Tadeusz Tchórzewski                                             |                                                                      |
| w dyspozycji komendanta                                              | mjr dypl. Józef Makowiecki                                           | Sztab Armii „Łódź”                                                   |
| w dyspozycji komendanta                                              | mjr kaw. Stanisław III Mirecki                                       |                                                                      |
| dyrektor nauk                                                        | ppłk dypl. kaw. Witold Eugeniusz Sawicki                             |                                                                      |
| kierownik wyszkolenia strzeleckiego                                  | mjr kaw. Edward Zakrawacz                                            |                                                                      |
| główny instruktor jazdy konnej                                       | mjr kaw. Adam Królikiewicz                                           |                                                                      |
| kierownik wychowania fizycznego                                      | rtm. Franciszek Koprowski                                            |                                                                      |
| wykładowca artylerii                                                 | mjr art. Jerzy Henryk Władysław Durski-Trzaska                       | dowódca 88 dac                                                       |
| wykładowca broni pancernej                                           | mjr br. panc. mgr Władysław Włodzimierz Świderski                    |                                                                      |
| wykładowca saperów                                                   | mjr sap. Kazimierz Mizerek                                           | dowódca 18 bsap.                                                     |
| wykładowca łączności                                                 | mjr kaw. Jan II Sroczyński                                           | dowódca OZKaw. „Dębica”                                              |
| wykładowca gazoznawstwa                                              | rtm. Wiktor Zaniewski                                                |                                                                      |
| wykładowca terenoznawstwa                                            | rtm. adm. (kaw.) Kazimierz Mrugalski                                 |                                                                      |
| wykładowca topografii                                                | kpt. geogr. Stanisław Wilhelm Korczakowski                           | oficer Dowództwa Grupy Obrony Lwowa                                  |
| wykładowca historii i geografii                                      | kpt. art. Olgierd Zygmunt Marian Smoleński                           |                                                                      |
| pomocnik komendanta ds. gospodarczych                                | mjr kaw. Bolesław Kentro                                             |                                                                      |
| oficer administracyjno-materiałowy                                   | rtm. adm. (kaw.) Stanisław Zienkowski                                |                                                                      |
| oficer żywnościowy                                                   | rtm. adm. (kaw.) Mieczysław Władysław Bogucki                        |                                                                      |
| oficer gospodarczy                                                   | por. int. Stanisław Polemirski                                       |                                                                      |
| kapelan                                                              | kpl. ks. Franciszek Skalski                                          |                                                                      |
| dowódca szwadronu gospodarczego                                      | wakat                                                                |                                                                      |
| dowódca plutonu łączności                                            | rtm. Kazimierz Józef Czarnek                                         | dowódca 2 szw. 20 puł.                                               |

## Absolwenci

### Absolwenci Oficerskiej Szkoły Kawalerii (do 1924 – jazdy)
Promocja 14 września 1923
Przyszli absolwenci I promocji Oficerskiej Szkoły Jazdy rozpoczęli naukę 4 sierpnia 1921 w Szkole Podchorążych w Warszawie, jako uczniowie 41. i 44. klasy. Nauka trwała do 7 lipca 1922. Uczniowie otrzymali stopnie sierżantów podchorążych i zostali skierowani na trzymiesięczne praktyki w pułkach. Po zakończeniu praktyk wyodrębniona grupa podchorążych, przeznaczonych do służby w jeździe, została przeniesiona do Grudziądza. 14 września 1923 prezydent RP mianował 48 absolwentów podporucznikami w korpusie oficerów kawalerii z dniem 1 września 1923, a minister spraw wojskowych wcielił ich do pułków jazdy. Po ukośniku podano lokatę absolwenta kursu unitarnego (klasy 41 i 44) Szkoły Podchorążych.

- Zygmunt Szydek 5 psk (lok. 1/17)
- Jerzy Bujalski 10 puł. (lok. 2/89)
- Bohdan Batorski 20 puł. (lok. 3/62)
- Edmund Grunwald[14] 2 puł. (lok. 4/18)
- Stefan Bajorek[15] 4 puł. (lok. 5/5)
- Kazimierz Skowroński 12 puł. (lok. 6/16)
- Mieczysław Zagórowski 8 puł. (lok. 7) †6 XI 1923
- Stanisław Neyman 14 puł. (lok. 8/36)*
- Eugeniusz Ungeheuer 8 puł. (lok. 9/140)
- Bolesław Krajewski 25 puł. (lok. 10/10)
- Aleksander Rostworowski 2 pszwol. (lok. 11/40)
- „pusta”[b] (lok. 12, 16, 18, 20, 21, 31, 38, 45, 50, 55, 56, 58 i 60)
- Edward Rudnicki 21 puł. (lok. 13/76)
- Władysław Domiszewski 6 puł. (lok. 14/81)
- Leon Antoni Bittner 1 psk (lok. 15/71)
- Henryk Lewandowicz 4 psk (lok. 17/52)
- Michał Kłopotowski 19 puł. (lok. 19/30)
- Apoloniusz Ścisłowski 1 puł. (lok. 22/117)
- Florian Berdowski 19 puł. (lok. 23/35)
- Wincenty Chrząszczewski 1 puł. (lok. 24/74)
- Zygmunt Urbanowicz 6 puł. (lok. 25/90)
- Jarosław Chodań[17] 5 psk (lok. 26/226)
- Wiktor Gosiewski 4 puł. (lok. 27/136)
- Wiktor Olędzki 2 puł. (lok. 28/127)
- Stanisław Kałusowski 14 puł. (lok. 29/94)
- Michał Nowak 9 puł. (lok. 30/98)
- Michał Wojciechowski 27 puł. (lok. 32/26)
- Eugeniusz Parafjanowicz 4 puł. (lok. 33/126)
- Mieczysław Rasiewicz 12 puł. (lok. 34/197)
- Ludwik Ferensztajn 20 puł. (lok. 35/11)
- Jan Wolański 2 puł. (lok. 36/138)
- Wincenty Zawadzki 25 puł. (lok. 37/44)
- Jan Porzecki 14 puł. (lok. 39/153)
- Kazimierz Dąbrowski 12 puł. (lok. 40/156)
- Bronisław Grodzki 21 puł. (lok. 41/167)
- (lok. 42)
- (lok. 43)
- (lok. 44)
- (lok. 46)
- (lok. 47)
- (lok. 48)
- (lok. 49)
- (lok. 51)
- (lok. 52)
- (lok. 53)
- Teodor Karwowski[18] 2 psk (lok. 54/96)
- Ferdynand Silny 9 psk (lok. 57/185)
- Karol Dąbrowski 1 psk (lok. 59)
- Junusz Łuczyński 6 puł. (lok. 61/187)

Promocja 1 lipca 1925
1 lipca 1925 Prezydent RP mianował 30 absolwentów podporucznikami ze starszeństwem z 1 lipca 1925 w korpusie oficerów kawalerii.
- Piotr Piniński (lok. 1) †1940 Charków
- Stefan Sołtysik (lok. 10)
- Stanisław Maleszewski (lok. 17)

Promocja 1926
- Bohdan Mincer (lok. 4)
- Jerzy Hollak (lok. 30)

### Absolwenci Szkoły Podchorążych Kawalerii
- Stanisław Hejnich
- Czesław Florkowski (rocznik 1928)
- Henryk Gorzechowski (rocznik 1928, lok. 26)
- Aleksander Jeljaszewicz (rocznik 1928)
- Jan Ładoś (rocznik 1929, lok. 2)
- Stefan Majchrowski (rocznik 1929, lok. 33)
- Jan Zgoda (rocznik 1930)

Promocja 7 sierpnia 1932
- Jerzy Klimkowski (lok. 1)
- Ignacy Cieplak (lok. 2)
- Kazimierz Draczyński (lok. 3)
- Feliks Szymański (lok. 48)

Rocznik 1931–1933
- Edward Uściński (lok. 5)
- Marian Norbert Czarnecki (lok. 17)
- Leon Będkowski (lok. 25)
- Andrzej Chołoniewski de Myszka (lok. 56)

Rocznik im. htm. Stanisława Żółkiewskiego (promocja 5 sierpnia 1934)
4 sierpnia 1934 Prezydent RP Ignacy Mościcki mianował absolwentów podporucznikami ze starszeństwem z 15 sierpnia 1934 w korpusie oficerów kawalerii, a minister spraw wojskowych wcielił do oddziałów.

1. Jerzy Dziedzic (3 pszwol.)
2. Marian Walicki (13 puł.)
3. Jerzy Rożałowski (1 puł.)
4. Mieczysław Niziński (23 puł.)
5. Juliusz Topolnicki (3 psk)
6. Stanisław Niemczycki (26 puł.)
7. Romuald Świerzbiński (7 puł.)
8. Jerzy Fabrycy (7 puł.)
9. Hipolit Brzozowski (25 puł.)
10. Zbigniew Giera (16 puł.)
11. Stanisław Wołoszowski (lok. 16, 1 psk)
12. Andrzej Rudolf Czaykowski (lok. 51, 1 puł.)
13. Zygmunt Szendzielarz (lok. 59, 4 puł.)
14. Jan Franciszek Petecki (lok. 66, 19 puł.)

XII promocja 15 października 1935
We wtorek 15 października 1935 gen. bryg. Stanisław Kwaśniewski, w imieniu prezydenta RP, promował 92 absolwentów szkoły.
- Stanisław Antoni Sokołowski (lok. 1)
- Konstanty Marcin Juszczak (lok. 2)

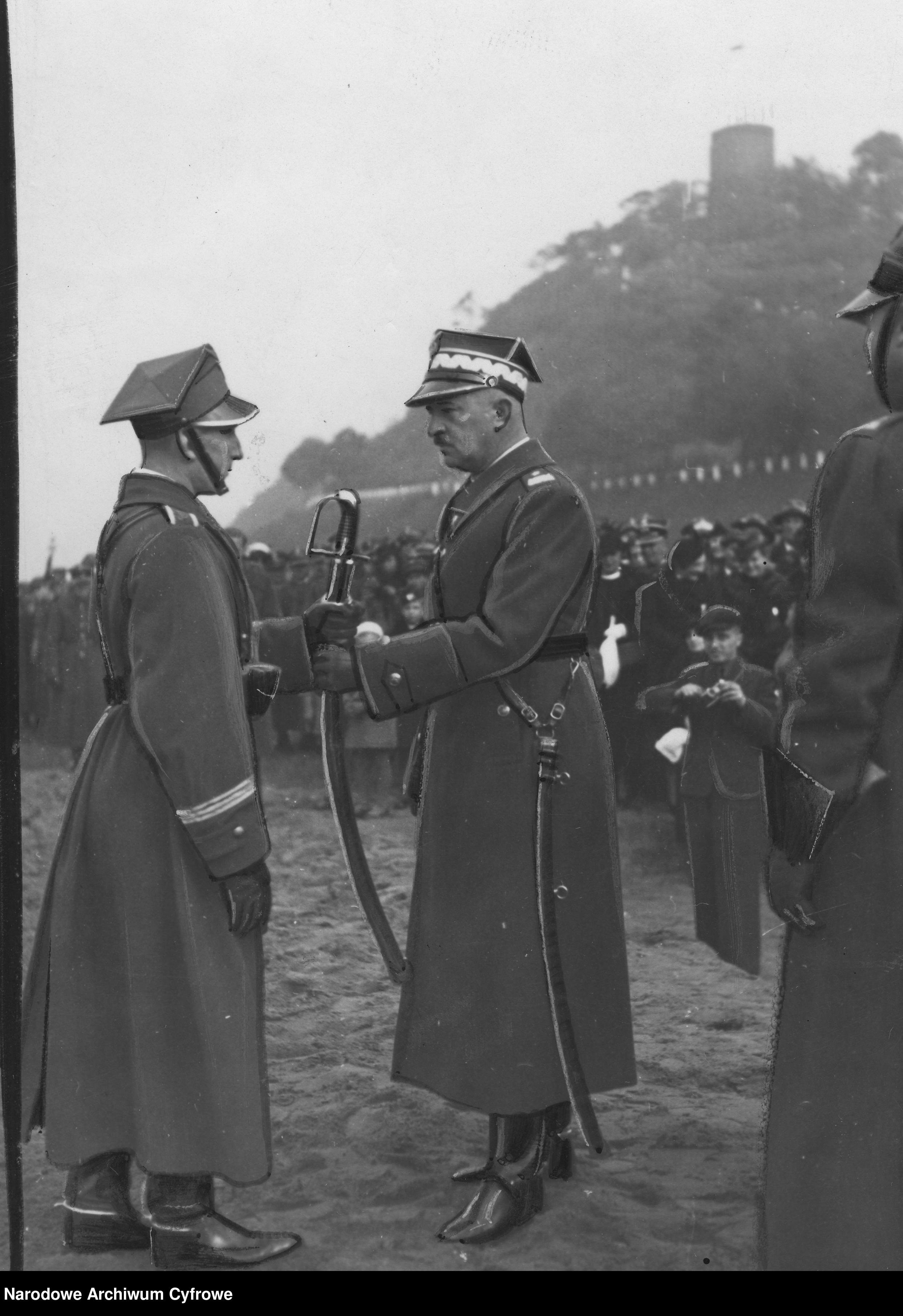
Gen. bryg. Janusz Głuchowski wręcza szablę pchor. Zygmuntowi Nowińskiemu

- Marian Wojciech Kawalec (lok. 3)
- Emil Rosyvać (lok. 23)
- Zbigniew Chamski (lok. 48)
- Edward Sobeski (lok. 99)

Promocja 15 października 1936
- Jan Błasiński (lok. 12)

XIV promocja im. Marszałka Józefa Piłsudskiego
Uroczysta promocja odbyła się 15 października 1937 na wybrzeżu im. gen. Orlicz-Dreszera (obecnie Nabrzeże gen. Gustawa Orlicz-Dreszera) w Grudziądzu. Prymusa, w imieniu prezydenta RP, promował I wiceminister spraw wojskowych gen. bryg. Janusz Głuchowski, a pozostałych absolwentów wyżsi dowódcy kawalerii.
- Zygmunt Nowiński – prymus
- Roman Nitecki

Promocja 1939
- Emil Mentel
- Witold Szaniawski

### Absolwenci Szkoły Podchorążych Rezerwy Kawalerii
I rocznik 1926–1927
- Jan Sołtyszewski (lok. 1)
- Ryszard Manteuffel (lok. 2)
- Tadeusz Około-Kułak (lok. 57)

II rocznik 1927–1928
- Józef Sczaniecki
- Marcin Popiel (lok. 1)

III rocznik 1928–1929
- Antoni Dunin
- Zdzisław Hempel
- Aleksander Lossow-Niemojowski
- Andrzej Rieger
- Adam Stecki (lok. 1)

IV rocznik 1929–1930
- Stefan Karol Franciszek Heller
- Henryk Świdziński (lok. 1)

V rocznik 1930–1931
- Jan Ludwik Broel-Plater (lok. 1)
- Henryk Dembiński (lok. 2)
- Mieczysław Eckhardt
- Zygmunt Godyń
- Ildefons Houwalt
- Modest Iljin
- Edward Uściński → SPKaw

VI rocznik 1931–1932
- Bohdan Garliński (lok. 1)
- Edmund Ferdynand Radziwiłł
- Władysław Żółtowski (lok. 2)

VII rocznik 15 VIII 1932 – 30 VI 1933
- Marian Kamil Dziewanowski
- Ryszard Gużewski
- Mieczysław Janikowski (lok. 6)
- Franciszek Longchamps de Bérier (lok. 2)
- Jerzy Preyss
- Emil Rosyvać → SPKaw
- Zygmunt Stryczyński (lok. 1)
- Leon Taylor (lok. 268)
- Wacław Jan Tokarz (lok. 46)

VIII rocznik 19 IX 1933 – 15 VII 1934
- Zygmunt Dzierżewicz
- Wiktor Jackiewicz (lok. 1 pluton ckm)
- Jan Przanowski
- Jan Rozwadowski (lok. 1)
- Alfred Whitehead

IX rocznik 1934–1935
- Maksymilian Lorenz
- Bohdan Ostaszewski
- Eustachy Seweryn Sapieha
- Jerzy Urbankiewicz (lok. 1)

X rocznik 1935–1936
- Stefan Baszeń
- Stanisław Piotrowski
- Zygmunt Skoczyński (lok. 1)
- Jerzy Sołtan (lok. 195)
- Włodzimierz Ścibor-Rylski

XI rocznik 21 IX 1936 – 15 VII 1937
- Mieczysław Getta
- Andrzej Łopaciński (lok. 1)
- Emil Mentel
- Wiesław Antoni Lasocki
- Józef Świda
- Jerzy Padlewski

XII rocznik 1937–1938
- Leszek Biłyk

XIII rocznik 30 IX 1938 – 15 VII 1939
- Jerzy Lutostański (lok. 1)
- Antoni Ławrynowicz
- Zdzisław Peszkowski
- Aleksander Gniewosz

XIV rocznik 30 września 1938 – 15 lipca 1939
- Edmund Zapolski Downar (lok. 1)

## Zarys historyczny

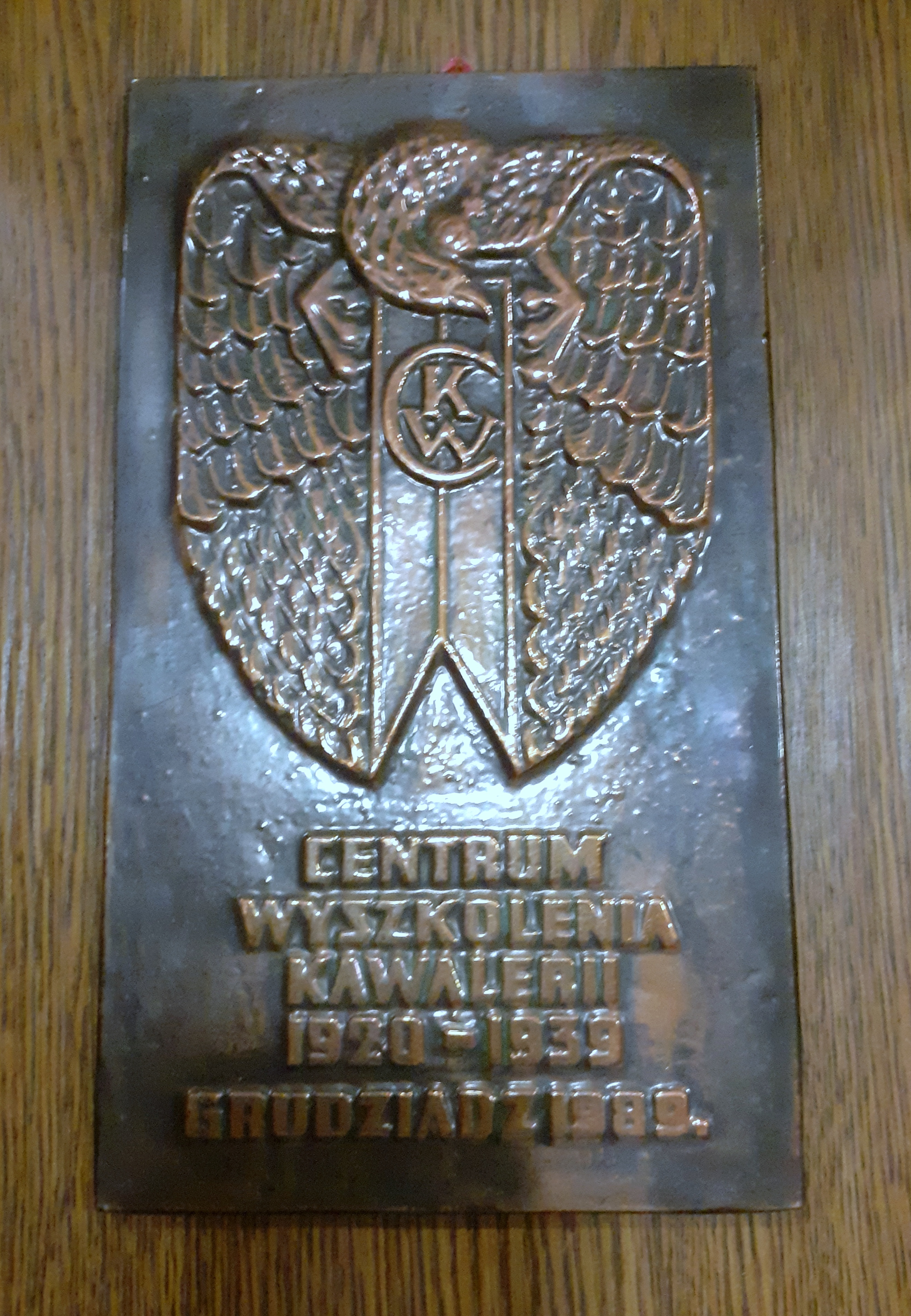
Plakieta CWK 1920–1939 z 1989

W latach 1920–1923 wypracowywano pewne formy organizacyjne oraz metody nauczania, które następnie przetrwały do końca istnienia Centrum Wyszkolenia Kawalerii. Szkolenie kandydatów na oficerów kawalerii służby stałej odbywało się początkowo w systemie kursów wojennych 3 i półmiesięcznych, potem 9- i 10-miesięcznych w Szwadronie Szkolnym Podchorążych. Te skrócone kursy trwały do poł. 1922. We wrześniu 1922 zajęcia rozpoczął pierwszy rocznik Oficerskiej Szkoły Jazdy. Absolwenci tego rocznika (w liczbie 55, w tym 7 Gruzinów) stanowili tzw. I promocję oficerską 1923. Uroczysta promocja odbyła się na terenie koszar. Natomiast już II promocja odbyła się 1 lipca 1925 i kończyła system szkolenia dwuletniego. Taki system przetrwał do wybuchu wojny.
Od III promocji w 1927 aż do 1934 uroczystości promocyjne odbywały się 15 sierpnia w kolejne rocznice utworzenia Szkoły, natomiast od 1934 w dzień 15 października. Centrum w okresie jego istnienia wizytowało wielu najwybitniejszych dostojników państwowych i wojskowych, m.in. Marszałek Józef Piłsudski (w 1921), Prezydenci RP Stanisław Wojciechowski (w 1924 i 1925) oraz Ignacy Mościcki (w 1927 i 1936), a także (wielokrotnie) gen. Bolesław Wieniawa-Długoszowski, płk dypl. Jan Karcz – szef Departamentu Kawalerii Ministerstwa Spraw Wojskowych (1936) i Marszałek Edward Rydz-Śmigły, który w 1938 osobiście promował absolwentów SPK. Od IX promocji (1932), kolejnym rocznikom nadawano honorowe nazwy, które miały upamiętniać zarówno wybitnych dowódców, jak też pola bitewne jazdy polskiej (np. XV promocja oficerska (rocznik 1935–1937) nosiła imię Marszałka J. Piłsudskiego, a XVII (ostatnia, rocznik 1937–1939) – imię Szarży Pod Krechowcami. Ogółem odbyło się 17 promocji oficerskich dla ok. 1070 podporuczników służby stałej kawalerii. Prymusa danego rocznika wyróżniano tzw. Złotą Szablą Prezydenta i upamiętniano jego nazwisko na tablicy marmurowej wmurowanej w 1926 w budynku komendy CWKaw.
W grudziądzkim CWKaw. wykładowcami byli najlepsi polscy oficerowie kawalerii wywodzący się z trzech zaborczych armii. Do najwybitniejszych należał ppłk Piotr Skuratowicz, którego metody szkolenia przetrwały do końca istnienia Centrum. Poza tym można także wymienić przedstawicieli systemu austriackiego (płk Franciszek Adamovich de Csepin, ppłk Jan Kossak) i rosyjskiego (mjr Karol Rómmel, mjr Dymitr Ekse, rtm. Leon Kon autor podręcznika wojskowego "Ujeżdżanie remontu" (Grudziąc 1925)). Taktykę wykładał ppłk. Juliusz Kleeberg z czasem dyrektor nauk w CSJ, a w czasie II wojny dowódca konspiracyjny Wojska Polskiego we Francji. Ważną postacią był także płk. Władysław Hofman, weterynarz wojskowy, autor znakomitej pracy "Hipologia. Podręcznik dla oficerów kawalerii i artylerii, t.I – II" (Warszawa 1931), która została zalecona przez MSWojsk. do użytku służbowego.
Po wybuchu wojny obronnej 1939 sprzęt CWKaw. wraz z Grupą Sportu Konnego pod dowództwem por. Jana Szmigiero zostały ewakuowane do Garwolina. Konie (ok. 100 sztuk) i ich opiekun zginęły podczas nalotu niemieckiego. Natomiast na bazie kadry i słuchaczy Centrum ostatni jego komendant, płk T. Komorowski sformował Grupę Kawalerii, na czele której następnie walczył pod Górą Kalwarią i Zamościem.

## Symbole
Sztandar
25 czerwca 1925 Prezydent RP zatwierdził wzór lewej strony płachty sztandaru Centralnej Szkoły Kawalerii. Sztandar został ufundowany przez żony oficerów wszystkich pułków kawalerii pod przewodnictwem generałowej Kasprzyckiej. 1 lipca 1925 generalny inspektor kawalerii gen. broni Tadeusz Rozwadowski wręczył sztandar komendantowi Szkoły.
Odznaki pamiątkowe
Odznaka Centrum Wyszkolenia Kawalerii zatwierdzona została w Dzienniku Rozkazów Ministerstwa Spraw Wojskowych nr 9, poz. 80 z 18 marca 1929. Dwuczęściowa odznaka o wymiarach 38x32 mm wykonana jest w tombaku srebrzonym i częściowo emaliowana. Stanowi ją srebrny orzeł z opuszczonymi ku dołowi skrzydłami, trzymający w szponach i dziobie amarantowo-niebieski proporczyk. Na proporczyku widnieją złote inicjały CWK. Na rewersie odznaki instruktorskiej grawerowany numer. Wykonywał ją między innymi Wiktor Gontarczyk z Warszawy. Niektóre zachowane wersje różnią się szczegółami (emalia i inicjały).
Odznaka Szkoły Podchorążych Kawalerii o wymiarach 38x32 mm wykonana jest w srebrze (na rewersie próba srebra i imiennik grawera WG) i częściowo emaliowana. Stanowi ją srebrny orzeł z opuszczonymi ku dołowi skrzydłami, trzymający w szponach i dziobie amarantowo-niebieski proporczyk. Na proporczyku widnieją inicjały SP. Wykonywali ją między innymi Wiktor Gontarczyk i Adam Nagalski z Warszawy. Niektóre zachowane wersje różnią się szczegółami (emalia i inicjały). Zachowała się też odznaka, która w miejscu inicjałów posiada cyfrę 1.
Odznaka Szkoły Podchorążych Rezerwy Kawalerii o wymiarach 38x32 mm wykonana jest w srebrze (na rewersie próba srebra i imiennik grawera AN) i częściowo emaliowana. Stanowi ją srebrny orzeł z opuszczonymi ku dołowi skrzydłami, trzymający w szponach i dziobie amarantowo-niebieski proporczyk. Na proporczyku w srebrnym wieńcu inicjały SPR. Wykonywał ją między innymi Adam Nagalski z Warszawy. Niektóre zachowane wersje różnią się szczegółami.
Odznaka Szkoły Podoficerów Zawodowych Kawalerii o wymiarach 38x32 mm wykonana jest w tombaku srebrzonym i częściowo emaliowana. Stanowi ją srebrny orzeł z opuszczonymi ku dołowi skrzydłami, trzymający w szponach i dziobie amarantowo-niebieski proporczyk. Na proporczyku nałożony emblemat w formie wieńca zwieńczonego orzełkiem oraz z dwoma skrzyżowanymi szablami. Wykonywał ją między innymi Adam Nagalski z Warszawy. Niektóre zachowane wersje różnią się szczegółami. Zachowała się wersja tylko z dwoma skrzyżowanymi szablami oraz wersja wykonana w srebrze; na proporczyku inicjały CWK, poniżej dwie szable zwieńczone wieńcem, a na rewersie próba srebra i imiennik grawera(.
Barwa
W 1922 Ministerstwo Spraw Wojskowych zatwierdziło proporczyk Szkoły w barwach amarantowo-granatowych, zwanych odtąd ogólnokawaleryjskimi.

## Tradycje i zwyczaje

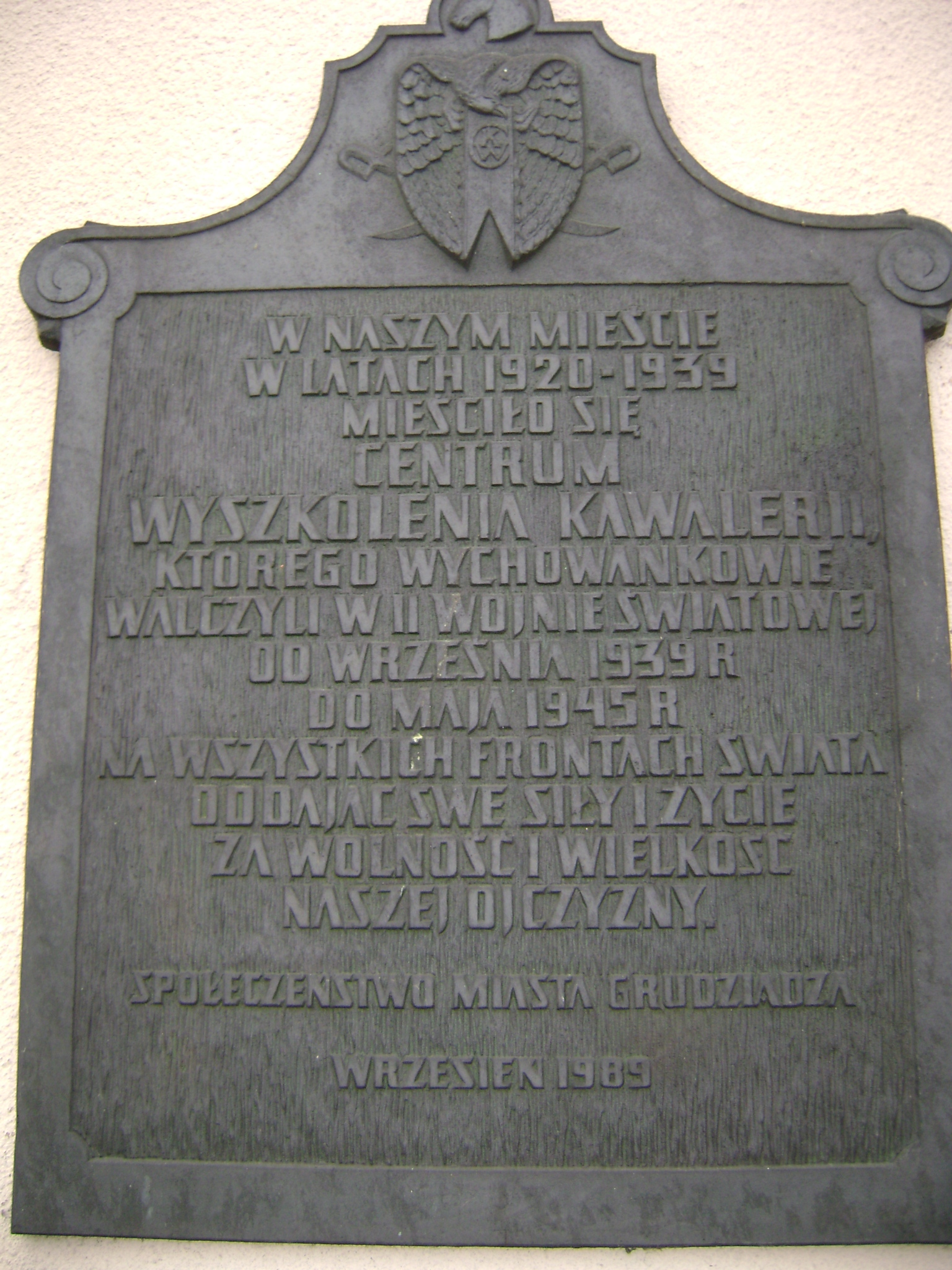
Tablica na grudziądzkim Rynku upamiętniająca CWK

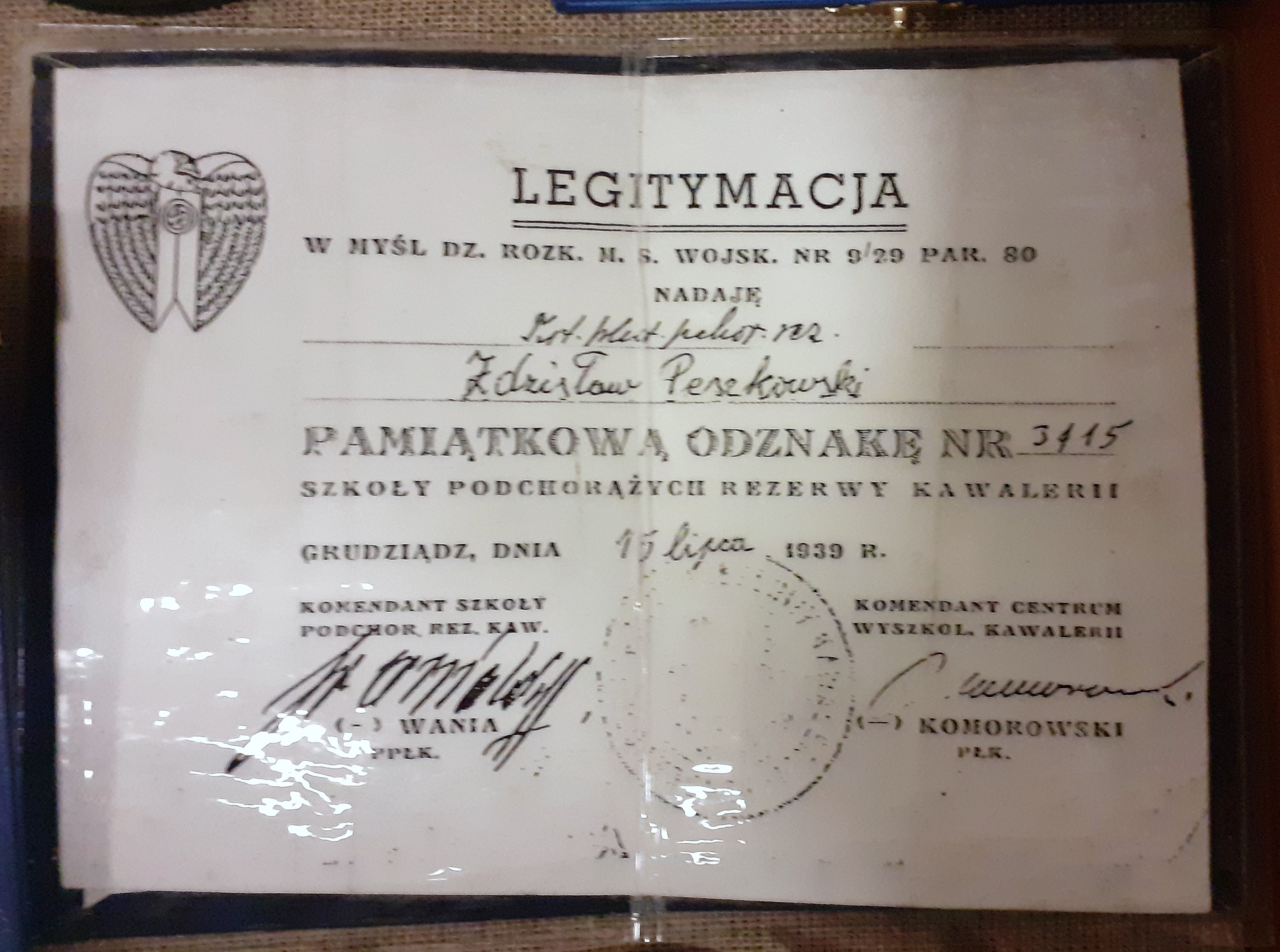
Legitymacja odznaki SPZK przyznanej Zdzisławowi Peszkowskiemu

Oficerowie stanowiący kadrę Centrum oraz podchorążowie i luzacy brali udział we wszystkich ważnych uroczystościach w Grudziądzu. W samym CWKaw. Organizowano też różne uroczyste wydarzenia, np. promocje oficerskie. Podczas uroczystości występowano ze sztandarem i proporcami w barwach amarantowo-granatowych. Proporce dowódców wożone na lancach posiadały białe monogramy: np. komendanta Centrum, czy komendanta Szkoły Podchorążych Kawalerii. Dowódcy szwadronów szkolnych mieli swoje własne proporce z numerami szwadronów. Podchorążowie występowali w mundurach z proporczykami amarantowo-granatowymi, z nałożonymi na nie liśćmi dębu. Na naramiennikach widniał spleciony inicjał SP. Proporczyki w barwach Centrum nosili na kołnierzach kurtek i płaszczy podoficerowie zawodowi i zatrudnieni tam szeregowi niezawodowi. Natomiast oficerowie i podoficerowie, którzy odbywali w CWKaw. różne kursy, nosili barwy własnych pułków kawalerii, to znaczy wszelkie odcienie otoków na czapkach, a na defiladach prezentowali swoje pułkowe proporczyki na lancach. Zarówno Centrum, jak i obie Szkoły posiadały własne odznaki pamiątkowe.
Własne zwyczaje "wypracowali" podchorążowie zawodowi. Wprowadzili oni "modę" noszenia bardzo krótkich mundurów, bardzo długich płaszczy kawaleryjskich (aż do ostróg) i dłuższych buty oficerskie. Ponadto oddawali honory środkiem palca wskazującego. Podtrzymywano także różne istniejące tradycje kawaleryjskie, w szczególności zaś tradycję tzw. "cuku". Polegała ona na egzekwowaniu od żołnierzy młodszego rocznika różnych informacji, np. dotyczących dziejów poszczególnych pułków kawalerii, znajomości ich "żurawiejek", czy nazwisk dowódców, a także dziejów Szkoły. W przypadku nieznajomości byli oni karani, czyli "cukani". Kary bywały wymyślne, a zależały od okoliczności, w jakich doszło do narażenia się żołnierza młodszego rocznika starszemu.
W wychowaniu zgodnie z duchem tradycji kawaleryjskiej bierze się pod uwagę obie funkcje wychowania, są one we względnej równowadze. Celem tego wychowania jest wpojenie wychowankowi wartości cennych z punktu widzenia społeczeństwa (braterstwo, poświęcenie, przyjaźń, itd.) przy jednoczesnym uwzględnieniu rozwoju indywidualności każdej osoby, kształtowaniu w niej poczucia wyjątkowości, odrębności.
Szkoła Podchorążych Kawalerii miała także własną żurawiejkę (przyśpiewkę):

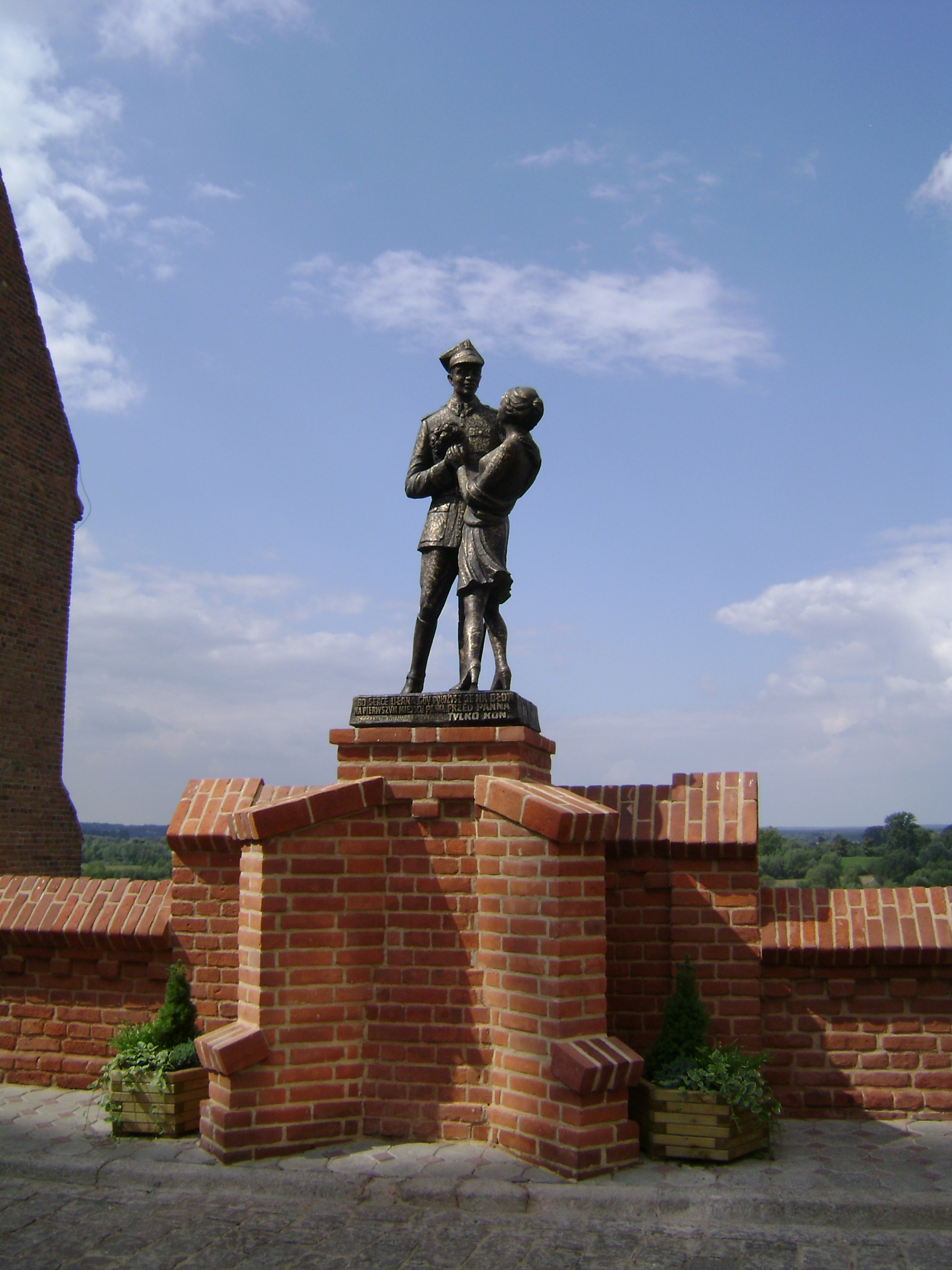
Pomnik ułana z dziewczyną w Grudziądzu, odsłonięty podczas XX Zjazdu Kawalerzystów II RP

Świeci jak na niebie gwiazdy

Szkoła podchorążych jazdy

Lance do boju, szable w dłoń!

Bolszewika goń! goń! goń!

lub w wersji bez obecności pań:

D..y mają jak z mosiądza

To ułani są z Grudziądza

(refren)

## Współczesne ślady Centrum Wyszkolenia Kawalerii
Od 1990 istnieje Fundacja na Rzecz Tradycji Jazdy Polskiej, która corocznie organizuje na terenie byłego Centrum w Grudziądzu tzw. Zjazdy Kawalerzystów. Przyjeżdżają na nie byli żołnierze kawalerii II RP i ich rodziny oraz liczni sympatycy. Ponadto Fundacja zorganizowała od 1994 stałą wystawę pt. "Dzieje Centrum Wyszkolenia Kawalerii w Grudziądzu", która jest eksponowana w muzeum miejskim. W odrestaurowanym Pałacu Opatek mieści się natomiast od 1993 Sala Tradycji Jazdy Polskiej.
Na terenie Grudziądza są także inne ślady po istnieniu Centrum:
- na dziedzińcu wewnętrznym koszar im. Ks. Józefa Poniatowskiego znajduje się tablica z brązu na głazie narzutowym z napisem: „W tych koszarach w latach 1920–1939 mieściła się Szkoła Podchorążych Kawalerii, którą ukończyło 1061 oficerów służby stałej. Wychowankowie tej szkoły zgodnie z żołnierską przysięgą poświęcili swe życie na wszystkich frontach walki w latach 1939–1945 – Wychowankowie. Wrzesień 1989 rok”.
- w koszarach im. Bolesława Śmiałego znajduje się tablica z brązu na głazie narzutowym przy bramie głównej z napisem: „W tych koszarach w latach 1926–1939 mieściła się Szkoła Podchorążych Rezerwy Kawalerii, którą ukończyło 3208 podchorążych. Wychowankowie tej szkoły zgodnie z żołnierską przysięgą poświęcili swe siły i życie na wszystkich frontach walki w latach 1939–1945. – Sierpień 1990, Wychowankowie szkoły”.
- na Rynku Głównym w mieście znajduje się tablica z brązu na budynku mieszkalnym z napisem: „W naszym mieście w latach 1920–1939 mieściło się Centrum Wyszkolenia Kawalerii, którego wychowankowie walczyli w II wojnie światowej od września 1939 do maja 1945 r. na wszystkich frontach świata oddając swe siły i życie za wielkość i wolność ojczyzny. – Społeczeństwo miasta Grudziądza, wrzesień 1989”.
- w 2008 przy schodach na Błonia Nadwiślańskie odsłonięto pomnik ułana z dziewczyną.

Ponadto w Londynie przy wejściu do Instytutu Polskiego i Muzeum im. Generała Sikorskiego znajduje się tablica pamiątkowa „Ku chwale kawalerii” odsłonięta z okazji 50-lecia utworzenia CWKaw. w Grudziądzu i Światowego Zjazdu Kawalerii 23–24 października 1971.
Również w Londynie w kościele pod wezwaniem św. Andrzeja Boboli znajduje się ryngraf – Votum Rycerskie Kawalerii z wizerunkiem Matki Boskiej oraz drugi ryngraf ze wszystkimi proporczykami jednostek kawaleryjskich otaczającymi wizerunek Matki Boskiej Częstochowskiej. Oba zostały tam umieszczone 24 października 1971 r. z okazji Zjazdu Kawalerii w Londynie i 50-lecia CWKaw.